# Władimir Patkin
Władimir Leonidowicz Patkin (ros. Владимир Леонидович Паткин, ur. 8 grudnia 1945 w Bobrowie) – radziecki siatkarz, medalista igrzysk olimpijskich i mistrzostw Europy, trener siatkarski.

## Życiorys

### Kariera zawodnicza
Patkin był w składzie reprezentacji Związku Radzieckiego, która zajęła 6. miejsce podczas mistrzostw świata 1970 w Bułgarii. W 1971 triumfował podczas mistrzostw Europy we Włoszech. Wystąpił na igrzyskach olimpijskich 1972 w Monachium. Zagrał w czterech z pięciu meczów fazy grupowej, meczu półfinałowym oraz wygranym pojedynku o trzecie miejsce z Bułgarią. W reprezentacji grał w latach 1970–1972.
Był zawodnikiem klubów Dinamo Woroneż (do 1969), Dinamo Irkuck (do 1970) i CSKA Moskwa. Z moskiewskim zespołem czterokrotnie zdobywał mistrzostwo ZSRR w latach 1971–1974 i puchar ZSRR w 1972. Triumfował w Pucharze Europy Mistrzów Klubowych w sezonach 1972/1973 i 1973/1974. Karierę sportową zakończył w 1974.

### Kariera trenerska
W latach 1975–1982 Patkin był członkiem sztabu męskiej reprezentacji Związku Radzieckiego, która zdobywała złote medale igrzysk olimpijskich 1980, mistrzostw świata  1978 i 1982, mistrzostw Europy 1975, 1977, 1979 i 1981 oraz pucharu świata 1981. Następnie, w latach 1983–1987 pełnił funkcję trenera w kobiecej reprezentacji ZSRR, z którą podczas mistrzostw Europy sięgnął po mistrzostwo w 1985 i wicemistrzostwo w 1983 i 1987 oraz zdobył brąz podczas Pucharu Świata 1985.

### Wyróżnienia
Za osiągnięcia sportowe został wyróżniony tytułem Zasłużony Mistrz Sportu ZSRR w 1975 i Zasłużony Trener ZSRR w 1980 oraz uhonorowany orderami „Znak Honoru”, „Za zasługi dla Ojczyzny” II klasy, „Za pracowniczą dzielność” i „Za pracowniczą wybitność”.

### Życie osobiste
W 1968 ukończył studia na Wydziale Wychowania Fizycznego na Instytucie Pedagogicznego w Woroneżu.
Od 1987 pełnił funkcję sekretarza generalnego Federacji Siatkówki ZSRR. W 1992 został sekretarzem generalnym Wszechrosyjskiej Federacji Siatkówki, a obecnie dyrektorem wykonawczym w tej organizacji. Od 1995 jest działaczem Europejskiej Konfederacji Piłki Siatkowej i prezesem wschodnioeuropejskiego oddziału CEV.